# Olevano Romano
Olevano Romano é uma comuna italiana da região do Lácio, província de Roma, com cerca de 6.339 habitantes. Estende-se por uma área de 26 km², tendo uma densidade populacional de 244 hab/km². Faz fronteira com Bellegra, Genazzano, Paliano (FR), Roiate, San Vito Romano, Serrone (FR).

## Demografia
| Variação demográfica do município entre 1861 e 2011                               |
|                                                                                   |
| Fonte: Istituto Nazionale di Statistica (ISTAT) - Elaboração gráfica da Wikipedia |